# 윤복인
윤복인(1969년 12월 16일 ~ )은 대한민국의 배우이다.

## 생애
고등학교 2학년 때부터 연기를 시작하였다. 1990년도에 서울에 올라와서 '현대극단'에서 연극 배우 활동을 시작하였다.

## 출연작

### 드라마
- 《세계의 끝》 (2013년, JTBC) - 박주희 역
- 《밀회》 (2014년, JTBC)  - 윤지수 역
- 《드라마 페스티벌 - 가봉》 (2014년, MBC) - 경희 모 역
- 《풍문으로 들었소》 (2015년, SBS) - 김진애 역
- 《어셈블리》 (2015년, KBS2) - 오애리 역
- 《내 딸, 금사월》 (2015년, MBC) - 유권순 역
- 《치즈인더트랩》 (2016년, tvN) - 김영희 역
- 《천상의 약속》 (2016년, KBS2) - 양말숙 역
- 《동네변호사 조들호》 (2016년, KBS2) - 진세미 역
- 《마녀보감》 (2016년, JTBC) - 옥씨 역
- 《저 하늘에 태양이》 (2016년, KBS2) - 박말순 역
- 《불야성》 (2016년, MBC) - 김화숙 역
- 《훈장 오순남》 (2017년, MBC) - 주경화 역
- 《개인주의자 지영씨》 (2017년, KBS2) - 지영의 어머니 역
- 《수상한 파트너》 (2017년, SBS) - 박영순 역
- 《무궁화 꽃이 피었습니다》 (2017년, KBS1) - 이선옥 역
- 《20세기 소년소녀》 (2017년, MBC) - 윤복인 역
- 《의문의 일승》 (2017년, SBS) - 유광미 역
- 《내일도 맑음》 (2018년, KBS1) - 임은애 역
- 《스케치》 (2018년, JTBC) - 오영심의 어머니 역
- 《톱스타 유백이》 (2018년, tvN) - 유백의 어머니 역
- 《용왕님 보우하사》 (2019년, MBC) - 정무심 역
- 《수상한 장모》 (2019년, SBS) - 지화자 역
- 《너의 노래를 들려줘》 (2019년, KBS2) - 박영희 역
- 《모두의 거짓말》(2019년, OCN) - 양금희 역
- 《스토브리그》 (2019년, SBS) - 정미숙 역
- 《위험한 약속》 (2020년, KBS2) - 고재숙 역
- 《저녁 같이 드실래요?》 (2020년, MBC) - 전성자 역
- 《트레인》(2020년, OCN) - 조영란 역
- 《경우의 수》 (2020년, JTBC) - 오윤자 역
- 《KBS 드라마 스페셜 - 고백하지 않는 이유》 (2020년, KBS2)
- 《빈센조》 (2021년, tvN) - 오경자 역
- 《안녕? 나야!》 (2021년, KBS2) - 지옥정 역
- 《그래서 나는 안티팬과 결혼했다》 (2021년, 네이버TV) - 장화정 역
- 《아이돌: 더 쿠데타》 (2021년, JTBC) - 차 박사 역
- 《한 사람만》 (2021년 ~ 2022년, JTBC) - 홍장미 역
- 《비밀의 집》 (2022년, MBC) - 안경선 역
- 《현재는 아름다워》 (2022년, KBS2) - 옷 가게 진상 손님 역 (특별출연)
- 《치얼업》 (2022년, SBS) - 정선혜 역
- 《대행사》 (2023년, JTBC) - 박경숙 역
- 《하늘의 인연》 (2020년, MBC) - 영희 역 (특별출연)
- 《고려거란전쟁》(2023년 ~ 2024년, KBS2) - 강감찬의 처 역
- 《피도 눈물도 없이》(2024년, KBS2) - 피영주 역
- 《졸업》 (2024년, tvN) - 오정화 역
- 《손해 보기 싫어서》 (2024년, tvN) - 이은옥 역
- 《결혼하자 맹꽁아!》(2024년, KBS1) - 맹경복 역

### 영화
- 《11월》 (2005년) - 박차장 역
- 《모두들 괜찮아요?》 (2006년) - 예린 역
- 《누가 그녀와 잤을까?》 (2006년) - 황대희 역
- 《좋은 밤 되세요》 (2008년) - 도진 어머니 역
- 《이대근,이댁은》 (2007년) - 며느리 역
- 《크로싱》 (2008년) - 아기 엄마 역
- 《오르골》 (2009년)
- 《가시》 (2014년) - 산부인과 간호사 역
- 《그대 이름은 장미》 (2019년) - 최미란 역
- 《앙상블》 (2020년) - 맞선녀 역 (특별출연)
- 《안녕하세요》 (2022년) - 바닷가 환자 역 (특별출연)

### 연극
- 《갈매기》 (2005년)
- 《2008 서울연극제 - 철로》 (2008년)
- 《부드러운 매장 : 창작예찬》 (2008년)
- 《세자매》 (2009년) - 이리나 역
- 《연극 인인인시리즈 - 코뿔소의 사랑》 (2010년) - 묵자 역
- 《비내리는 클리브랜드》 (2012년)
- 《별이 빛나는 밤에》 (2014년) - 강남미 역

### 광고
- 2017년 삼성 김치플러스
- 2018년 뱅크샐러드